# ひな白痢
ひな白痢（ひなはくり、英: pullorum disease）とは、ひな白痢菌（Salmonella Pullorum）感染を原因とする鳥類の感染症。

## 概要
日本では家畜伝染病予防法において家きんサルモネラ症の名称で法定伝染病に指定されており、家鴨（アヒル）、七面鳥（シチメンチョウ）、鶉（ウズラ）が対象動物である。なお、日本獣医学会の提言で法令上の名称が「家きんサルモネラ感染症」から「家きんサルモネラ症」に変更された。介卵感染を起こし、発症動物では孵化後2日から3日において元気消失、食欲不振を示すが、特に症状を示さず死亡することがある。その後は不顕性感染となり、一部が保菌動物となる。